# Rhonda Singh
Rhonda Singh (21 de Fevereiro de 1961 - 27 de Julho de 2001) foi uma lutadora de wrestling profissional canadense, mais conhecida pelo seu ring name Bertha Faye. Singh foi a mulher mais pesada da história da WWE, com 118 kg.
Sendo treinada por Mildred Burke, Singh atuou no Japão sobre o ring name Monster Ripper. Em 1987, ela retornou ao Canadá e esteve trabalhando para a Stampede Wrestling, onde foi a terceira Campeã das Mulheres da Stampede. Em 1995, ela assinou contrato com a World Wrestling Federation, com a personagem comediante Bertha Faye.
Na WWF, Faye venceu o WWF Women's Championship, após derrotar Alundra Blayze. Ela também participou da World Championship Wrestling, onde fez parte das Nitro Girls.

## Vida pessoal
Nos bastidores, Singh teve uma relação durante o seu tempo na WWF com Owen Hart. Apesar de tudo, eles não tiveram relação alguma.
Em 2001, Singh teve problemas no corpo. No dia 27 de Julho de 2001, ela acabou falecendo, como resultado de problemas médicos. Outras hipóteses indicam que ela tenha cometido um suicídio. Rhonda não teve nenhum marido ou criança.

## No wrestling
- Ataques
  - Big Bertha Bomb
  - Seated senton
  - Splash
  - Corner body splash
  - Gorilla press slam
  - Scoop slam

- Managers
  - Harvey Wippleman

- Apelidos
  - Queen of the Trailer Park (WWF)

- Temas de entrada
  - "Sweet Lovin' Arms" (WWF)

## Títulos
- All Japan Women's Pro Wrestling
  - WWWA World Heavyweight Championship (2 vezes)

- Stampede Wrestling
  - Stampede Women's Championship (1 vez, Primeiro)

- World Wrestling Council
  - WWC Women's Championship (5 vezes)

- World Wrestling Federation
  - WWF Women's Championship (1 vez)